# Малене (Мазовецьке воєводство)
Малене (пол. Malenie) — село в Польщі, у гміні Бульково Плоцького повіту Мазовецького воєводства.
У 1975-1998 роках село належало до Плоцького воєводства.